# لي جاي يونغ
لي جاي يونغ (هانغل 이재용) ويعرف تحت ٱسم جاي واي لي ولد في 23 يونيو 1968 في سول بكوريا الجنوبية هو رجل أعمال ورئيس البعثة الدبلوماسية الكورية، يشغل حاليا منصب نائب رئيس مجموعة سامسونج الكورية للإلكترونيات بمثابة رئيس المجموعة بحكم الأمر الواقع. الابن الأكبر ووريث لي كون هي رئيس مجموعة سامسونج.
يتحدث لي جاي يونغ الكورية والإنجليزية واليابانية، وغالبا ما يشير إليه باسم «ولي العهد» من قبل وسائل الإعلام الجنوب كورية. وتقدر ثروته ب 7.9 مليار دولار، ما يجعله ثالث أغنى شخص في كوريا الجنوبية.
في عام 2014، صنف لي في الرتبة 35 عالميا كأقوى وأغنى الشخصيات في العالم حسب مجلة فوربس جنبا إلى جنب مع والده لي كون هي.
في يناير 2017، وجه مكتب المدعي العام في كوريا الجنوبية إليه تهم «الرشوة والاختلاس وحنث اليمين». وعلى الرغم من رفض محكمة سيول في منتصف يناير أمر الاعتقال بعد شهر من التحقيق، ألقي عليه القبض في ليلة 16 فبراير 2017.
في 25 أغسطس 2017 حكم على نائب رئيس مجموعة سامسونج بالسجن لمدة 5 سنوات بعد إدانته بالفساد.